# تيم ماكغرو
صموئيل تيموثي «تيم» ماكجرو  (بالإنجليزية: Tim McGraw)‏ مواليد 1 مايو 1967 هو مغني وموسيقى أميركي، كاتب أغاني وملحن وممثل. تزوج زميلته مغنية موسيقى الريف فيث هيل منذ عام 1996، وهو ابن لاعب البيسبول تاغ ماكجرو.
أصدر ماكجرو أربعة عشر ألبوما. وصلت عشرا من تلك الألبومات إلى المركز الأول على قائمة أفضل ألبومات موسيقى الريف، في عام 1994 تصدر الألبوم (لحظة ليست قريبة جدا ) قائمة أفضل ألبوم في البلاد. في حين وصلت 25 أغنية فردية من مجموع أغاني هذه الألبومات إلى المركز الأول على قائمة أفضل أغاني العام لموسيقى الريف. وحسب قائمة مجلة بيلبورد لأغاني الريف حصلت ثلاثة من هذه الأغاني الفردية- وهي «انها حبك»، و «فقط لأراك تبتسم»، و «عش كأنك سوف تموت» - على المركز الأول في أعوام 1997، 1998، و 2004. كما حاز أيضا على ثلاث جوائز جرامي، وعلى أربعة عشر جائزة من جوائز أكاديمية موسيقى الريف وعلى إحدى عشرة جائزة من جوائز جمعية موسيقى الريف، وعشر جوائز من جوائز الموسيقى الأمريكية، وثلاث جوائز من جوائز اختيار الجمهور.
وفي مجال التمثيل، شارك في دور في فيلم البعد الآخر إلى جانب ساندرا بولوك، وفيلم أضواء ليلة الجمعة، وفيلم المملكة، وأرض الغد، وفيلم أربعة أعياد ميلاد (بجانب فينس فون وريز ويذرسبون)، وأدوار رئيسية في فيلم فليكا (2006) وفيلم كونتري سترونغ (2010). ووكان بملك حصة أقلية في فريق ناشفيل كاتس في دوري كرة القدم الأمريكية.

## وصلات خارجية
- الموقع الرسمي
- تيم ماكغرو على موقع IMDb (الإنجليزية)
- تيم ماكغرو على موقع الموسوعة البريطانية (الإنجليزية)
- تيم ماكغرو على موقع ألو سيني (الفرنسية)
- تيم ماكغرو على موقع ميوزك برينز (الإنجليزية)
- تيم ماكغرو على موقع رولينغ ستون (الإنجليزية)
- تيم ماكغرو على موقع أول موفي (الإنجليزية)
- تيم ماكغرو على موقع قاعدة بيانات الأفلام السويدية (السويدية)
- تيم ماكغرو على موقع إن إن دي بي (الإنجليزية)
- تيم ماكغرو على موقع أول ميوزيك (الإنجليزية)
- تيم ماكغرو على موقع ديسكوغز (الإنجليزية)